# Xian de Chongyang
Le xian de Chongyang (崇阳县 ; pinyin : Chóngyáng Xiàn) est un district administratif de la province du Hubei en Chine. Il est placé sous la juridiction de la ville-préfecture de Xianning.

## Démographie
La population du district était de 467 975 habitants en 1999.